# Stefan Loibl
Stefan Loibl, född 24 juni 1996 i Straubing, är en tysk professionell ishockeyspelare som spelar för Adler Mannheim i DEL.

## Klubbar
- EV Landshut, DEL2 (2013/2014)
- Straubing Tigers, DEL (2014/2015 - 2019/2020)
- Adler Mannheim, DEL (2020/2021)
- Skellefteå AIK, SHL (2021/2022)
- Adler Mannheim, DEL (2022/2023 -)